# Pedro Benito Antonio Quevedo y Quintano

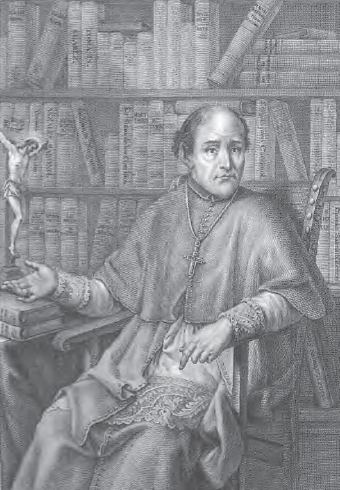
Pedro Benito Antonio Quevedo y Quintano

Pedro Benito Antonio Quevedo y Quintano (* 12. Januar 1736 in Villanueva del Fresno bei Badajoz in Spanien; † 27. März 1818 in Ourense) war ein Kardinal der Römischen Kirche.

## Leben
Er studierte am Jesuitenkolleg von Granada, wo er 1753 das Bakkalaureat erlangte, sowie am Seminar von Salamanca und an der Universität Santo Tomás in Ávila, dort wurde er 1755 Lizentiat der Theologie. Die Priesterweihe für das Bistum Salamanca empfing er am 22. März 1760. Nach weiteren Studien an der Universität von Salamanca wurde er 1766 dort zum Doktor der Theologie promoviert und war von 1770 bis zu seiner Ernennung zum Bischof Professor an dieser Universität.
Zum Bischof von Orense wurde er am 15. April 1776 berufen. Die Bischofsweihe spendete ihm am 14. Juli 1776 Felipe Beltrán Serrano, der Bischof von Salamanca; Mitkonsekratoren waren die Weihbischöfe in Toledo Felipe Pérez Santa María und Francisco Mateo Aguiriano Gómez.
Zweimal, 1776 (oder 1778) und 1814, schlug er das Angebot aus, Erzbischof von Sevilla zu werden. Während der Französischen Revolution nahm er französische Priester in seinem Bistum auf, die so der Verfolgung entgingen. 1812 weigerte er sich, die neue spanische Verfassung anzunehmen und ging ins Exil nach Portugal, wo er in Torey wohnte, das zu seinem Bistum gehörte. Er konnte 1814 zurückkehren, als auch König Ferdinand VII. wieder nach Spanien kam.
Papst Pius VII. ernannte ihn im März 1816 in pectore zum Kardinal, was im September 1816 publiziert wurde. Er reiste jedoch nie nach Rom, um den Kardinalshut und einen Titel entgegenzunehmen.
Pedro Benito Antonio Quevedo y Quintano starb im März 1818 in Ourense und wurde in der dortigen Kathedrale beigesetzt.